# Amphicallia zebra
Amphicallia zebra là một loài bướm đêm thuộc phân họ Arctiinae, họ Erebidae.